# 中道右派連合
中道右派連合（ちゅうどううはれんごう、イタリア語: Coalizione di centro-destra〈コアリツィオーネ・ディ・チェントロ＝デストラ〉）は、イタリアの政党連合。1994年にシルヴィオ・ベルルスコーニにより設立され、改組改名を経て現在まで続いている。